# 宮澤じゅり
久保 樹莉亜（くぼ じゅりあ、1994年4月3日 - ）は、日本のタレントである。広島県呉市出身。オフィスアウイ所属。
2017年6月30日付でアドヴァンスプロダクションを退所したことに伴い、同年7月1日から芸名の「宮澤じゅり」から本名の「久保樹莉亜」に改名した。

## 出演

### 舞台
- 劇団空感エンジン「SAKURA」（2014年3月26日 - 31日、両国エアースタジオ） - 那江 役（A班）
- 劇団夜想会「俺は、君のためにこそ死ににいく」（2015年7月30日 - 8月2日、靖国神社境内 遊就館前特設舞台） - 星組
- ヒロセプロジェクト「アシタボシ 〜明日行きの列車は今宵、満天の星の海を〜」（2016年）

### テレビ
※宮澤じゅり名義
- テレビ派ランチ（広島テレビ放送） - コーナー「TOKYOブランチ!!〜東京支局 流行ナビ〜」
- ゴッドタン（2015年6月6日、テレビ東京）
- 手裏剣戦隊ニンニンジャー（2015年7月26日、テレビ朝日） - 受験生 役
- 舟券女学院（2015年、日本レジャーチャンネル） - 第2期生
- オトナヘノベル（2016年8月4日、NHK Eテレ） - 緑川ニコ 役

### インターネットテレビ
- 私立キュンx2学園（2016年8月4日、ニコニコチャンネル）[1]
- 仮面ライダーアマゾンズ（2016年4月 - 6月 、Amazonプライム・ビデオ） - 青年の彼女 役

### ラジオ
- オレたちゴチャ・まぜっ!〜集まれヤンヤン〜（2014年4月19日 - 2015年4月11日、MBSラジオ） - 第6期ヤンヤンガールズ

### カタログ
- RUSH JAPAN
- 日本大学豊山女子中学校・高等学校パンフレット（2014年）

### CM
- 日清食品SURVIVE WEBムービー
- 赤城自動車教習所（2014年）

## 作品

### 映像作品
- キュート!（2015年、竹書房）TSDS-42043